# William Goldsmith

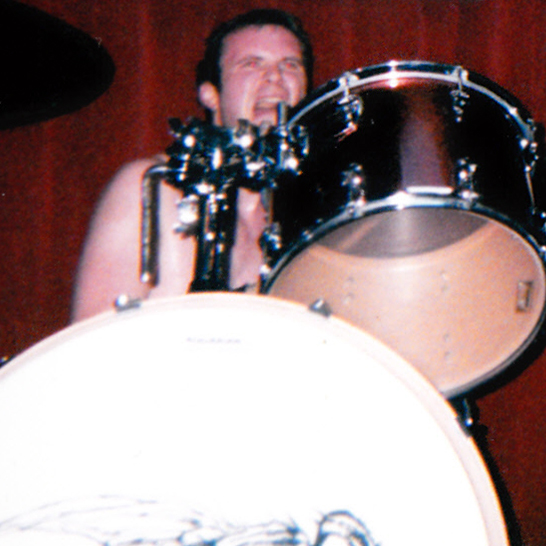
William Goldsmith (2000)

William Goldsmith (Seattle, 4 juli 1972) is de voormalige drummer van de band Foo Fighters. Hij begon bij Sunny Day Real Estate, een band die wegens gebrek aan succes begin 1995 uiteenviel. Samen met bassist Nate Mendel werd hij door Dave Grohl gevraagd zich aan te sluiten bij de Foo Fighters. 
Goldsmith heeft  op drie uitgebrachte studio-opnamen gespeeld; de rest is afgekeurd. In 1997 verliet hij de Foo Fighters nadat hij van Mendel hoorde dat het tweede album in zijn afwezigheid opnieuw was opgenomen. Goldsmith voelde zich verraden en had geen zin om voortaan als tourdrummer te fungeren. Taylor Hawkins nam zijn plaats in. 
Datzelfde jaar kwam Sunny Day Real Estate weer bij elkaar in driekwart van de originele bezetting; Mendel bleef bij de Foo Fighters spelen. In 2001 viel de band opnieuw uiteen om tussen 2009 en 2013 weer bij elkaar te komen.